# Manolo Mené
Manuel Enrique Mené Castellón (Zaragoza, 4 de abril de 1960 - Arganda del Rey, 25 de noviembre de 2004), más conocido como Manolo Mené, fue un guitarrista y compositor español.
Fundador y guitarrista de Mamá, grabó con este grupo de pop español dos álbumes: El último bar (1981) y Mamá (1982).
Tras la disolución de Mamá en 1983, publicó un sencillo con la discográfica independiente Dos Rombos, "Sueños", y se embarcó en un nuevo proyecto, la banda llamada L.O.L.A., que no logró sacar adelante. 
Trabajó como músico de acompañamiento de artistas como El Fary, Azúcar Moreno o Carlos Baute y compuso cerca de cien canciones para artistas de diferentes estilos como Vicky Larraz, Alejandra Guzmán, Azúcar Moreno, Las Gatas Negras o Arango.
Falleció el 25 de noviembre de 2004 víctima de un infarto que sufrió mientras daba clases de guitarra en el conservatorio de Arganda del Rey.